# Discografia di Flo Sandon's
Questa che segue è la discografia di Flo Sandon's

## Singoli
- 1948 - It's magic (Styne - Cahn) / Speak low (Ogden – Nash – Weill) beguine - orch Galli (Durium, A 9128)
- 1948 - Love letters (Lettere d'amore) (Young) slow dal film 'Gli amanti del sogno' / They say it's wonderful (Questo è veramente bello) (Berlin) fox dal film 'Annie get your gun' - entrambe in ingl. - orch. Cesare Galli (Telefunken, A 9157)
- 1948 - In a moment of madness (Pazzia d'amore) (McHugh - Freed) fox dal film 'Due ragazze e un marinaio' / I should care (Angelo biondo) (Cahn - Stordhal - Weston) fox dal film 'Thrill of a romance' - entrambe in ingl. - T. Mobiglia e la sua orch. (Telefunken, A 9158)
- 1948 - Amado mio (Roberts - Fisher) rumba lenta dal film 'Gilda' / Put the blame on mame (Roberts - Fisher) - entrambe in ingl. - orch. Cesare Galli (Telefunken, A 9162)
- 1948 - Together (insieme) (De Sylva - Brown - Henderson) valzer lento in ingl. dal film 'Da quando te ne andasti') / Blue skies (Berlin) [canta Alvaro Pieri] - orch. C. Galli (Telefunken, A 9164)
- 1948 - Love letters (Lettere d'amore) (Young) slow dal film 'Gli amanti del sogno' / Together (insieme) (De Sylva - Brown - Henderson) valzer lento dal film 'Da quando te ne andasti') - cantate in ingl, orch. C. Galli (Durium, A 9164)
- 1948 - Always (Berlin) / (I love you) For sentimental reasons (Watson - Best) slow fox in ingl - orch. E. Aldani (Telefunken, A 9186)
- 1948 - Night and day (Porter) beguine / Sweet and lovely (Arnheim . Tobias - Lemare) - entrambe in ingl con orch. E. Aldani (Durium, A 9187)
- 1948 - Green moon (Luna verde) (Gomez) samba dal film 'Sangue e arena' / I'll close my eyes (Chiuderò gli occhi) (Kaye - Reill) fox lento - entrambe in ingl - orch. Malatesta (Durium, A 9200)
- 1948 - Ballerina (Sigman - Russell) ritmo mod. / A gal in Calico (Schwartz - Robin) fox - entrambe in ingl. - orch. C. Galli (Durium, A 9230)
- 1948 - You keep coming back like a song (--) orch. Panzuti / Angel (Warren) - entrambe cantate in ingl. - orch. C. Galli (Durium, 9236)
- 1948 - O mama, mama (Conald - Danpa) samba / Louisiana (Rossi - Testoni) slow - orch. T. Mobiglia (Telefunken, A 9269)
- 1948 - Veleno (Polacci) slow / Ogni sabato (Brooks - Lariei - Testoni) fox trot [con Nico d'Agostino] - Barimar e il suo compl. (Telefunken, A 9270)
- 1948 - Addormentarmi così (Mascheroni - Biri) beguine - compl. Barimar / In fondo al cuore (Rampoldi - Morbelli) orch. C. Galli - (Tekefunken, A 9293)
- 1948 - Non dirlo a nessuno (Nervetti - Pinchi) fox - C. Galli e la sua orch. / Va pensiero (Marletta - Sopranzi) beguine - compl. Barimar (Telefunken, A 9294)
- 1948 - Come out, come out, wherever you are (Styne - Cahn) fox dal film 'Mocambo' / Civilisation (Hilliard - Sigman) - compl. Barimar - cantate in ingl. (Telefunken, A 9297)
- 1948 - Come out, come out, wherever you are (Non farti aspettare) (Styne - Cahn) fox dal film 'Mocambo' / Bongo Bongo Bongo [Civilisation] (Hilliard - Sigman) - compl. Barimar - cantate in ingl. (Durium, A 9297)
- 1948 - Nature boy (Ricordati ragazzo) (Eden - Ahbez) valzer lento / As long as there's music (Finché un canto vivrà) (Styne - Cahn) fox lento dal film 'Hotel Mocambo' - cantate in ingl. - Barimar e il suo compl. (Telefunken A 9298)
- 1948 - Come nevica (Giubra - Fiammenghi) slow / Por la vieja (Giacobetti - Savona) swing - Wilhelm e la sua orch. Jazz (Telefunken, A 9306)
- 1948 - Ti ho scritto tante volte (Testoni - Ceragioli) slow / Nei e cicisbei (Cavallini - Wilhelm) - Wilhelm e la sua orch. Jazz (Durium A 9307)
- 1948 - Se m'ascolterai (Poletto - G. Rossi) slow / Il mio amore sta in soffitta (D'Arena) swing - Wilhelm e la sua orch. Jazz (Telefunken, A 9308)
- 1948 - Voglio parlare al mare (Testoni - Rossi) slow / C'è una strada (Cavallini - Fiammenghi) swing - Wilhelm e la sua orch. jazz (Telefunken, A 9309)
- 1948 - Nature boy (Eden - Ahbez) valzer lento / As long as there's music (Styne - Cahn) fox lento - entrambe in ingl., Barimar e il suo compl. (Durium, A 9309)
- 1948 - Ancora (Fabor - Testoni) slow / Sentiero spagnolo (Kennedy - Smith - Testoni - Larici) mod. - compl. Conti (Telefunken, A 9310
- 1948 - Troppo tardi (Luttazzi) slow / I pappagalli (Fanciulli - Nisa) rumba - Conti e il suo compl. (Telefunken, A 9311)
- 1948 - Sorridendo ti saluto (Di Ceglie) swing / Ho bisogno di baci (Rizza) slow - Conti e il suo compl. (Telefunken, A 9312)
- 1948 - Nell'attesa (Zeme) slow / Sogno o forse no (Olivieri) slow - Conti e il suo compl. (Durium, A 9313)
- 1948 - Baby vien con me [Come to baby do] (James - Miller) in ingl. / Calcutta (Wilhelm) [strumentale senza canto] - Wilhelm e la sua orch. Jazz (Telefunken, A 9318)
- 1948 - Le donne belle (dicono sì) (Pinchi - C. A. Rossi) / Foresta in fiamme [senza canto] - Wilhelm e orch. Jazz (Durium, 9318)
- 1948 - La neve cade (Alvaro) slow / No jazz (Alvaro) slow - Conti e il suo compl. (Telefunken, A 9324)
- 1948 - Il re del Portogallo (Rizza - Panzeri) samba grottesca / Cuanto le gusta (Ruiz - Testoni) samba grottesca - Conti e il suo compl. (Telefunken, A 9325)
- 1948 - Ay! che samba! (Rome - Testoni) rumba in ingl. / Samba a Posillipo (Meneghini) - compl. Conti (Durium A 9336)
- 1949 - The man I love (L'uomo che amo) (Gershwin) slow / Star Dust (Polvere di stelle) (Carmichael - Parish) slow - cantate in ingl., Wilhelm e la sua orch. ritmo-sinfonica (Durium, A 9337)
- 1949 - Stormy weather (Arlem - Porter) slow / Summertime (Gershwin) slow - cantate in ingl., orch. Wilhelm (Durium, A 9338)
- 1949 - Sei sempre sei (Mellier) swing / Certe parole (Fiammenghi - Pinchi) slow - Wilhelm e la sua orch. Jazz (Durium, A 9339)
- 1949 - Verde luna (Gomez - Tuvin) / È troppo tardi (Coli) [canta Bruno Rosettani] - compl. Panzuti (Durium, A 9362)
- 1949 - Buona fortuna amore (Concina) / Chico Pacho (--) compl. Durium dir. Panzuti (Durium, A 9387)
- 1949 - Verde luna (Gomez - Pinchi) bolero lento / Harlem notturno (Hagen) slow [strumentale senza canto] - Panzuti e compl. Durium (Durium, A 9405)
- 1949 - My darling, my darling (--) / Always true to you in my fashion (Porter) beguine - C. Galli e la sua orch. (Durium, A 9422)
- 1950 - You keep coming back like a song (Come una dolce canzone) (--) in ingl., compl. Panzuti / Angel (Warren) [orchestrale] - C. Galli e la sua orch. (Durium, A 9434)
- 1950 - The nango (Niango Niango) (--) / Tropical magic (--) beguine - C. Gambarelli e il suo compl. (Durium, A 9481)
- 1950 - Again (Questa notte saprò) (Newman - Cochran) slow dal film 'I quattro rivali' / So-o-o in love (Il cuore fa i capricci) (Rose - Robin) fox dal film 'L'uomo meraviglia' - cantate in ingl., C. Gambarelli e il suo compl. (Durium, A 9482)
- 1950 - So in love (Porter) slow / Summertime (Gershwin) - Wilhelm e la sua orch. (Durium, A 9498)
- 1950 - Portrait of Jennie (Il volto di Jennie) (Robinson - Gordon - Rudge) slow / Harry Lime theme [strumentale senza canto] (Karas) fox dal film 'Il terzo uomo' - C. Gambarelli e il suo compl. (Durium, A 9505)
- 1950 - Star eyes (Occhi lucenti) (--) / Lover's gold (Piange la luna) (--) entrambe dal film 'Signore, la marsina' - orch. T. Mobiglia (Durium, A 9706)
- 1950 - I'll know it's love (Quando vorrai) (--) / Mona Lisa (Livingstone - Evans) slow - orch. C. Galli (Durium, A 9708)
- 1951 - They say it's wonderful (Berlin) / On an island with you (--) - cantate in ingl., C. Galli e la sua orch. (Durium, A 9709)
- 1951 - Il gatto matto (--) Chacha la negra (--) - orch. Wilhelm (Durium, 9753)
- 1951 - Grazie dei fiori (Seracini - D'Acquisto) / Sacrificio (--) / - Wilhelm e la sua orch. (Durium, A 9754)
- 1951 - Crepuscolo d'amore (Ferrari) slow / Parla (--) - Wilhelm e la sua orch. (Durium, A 9761)
- 1951 - Si tu viens danser dans mon village (--) valzer - orch. C. Galli / Insensiblement (--) - orch. Wilhelm (Durium, 9762)
- 1951 - Il velo da sposa (Prato) / Han bussato alla porta (Cansè - Wilhelm) - orch. Wilhelm (Durium, A 9783)
- 1951 - Elle avait toutes mes preferences (--) / Je cherche l'homme de ma vie (--) - cantate in francese, orch. C. Galli (Durium, A 9800)
- 1951 - Rien pour moi (Di Lazzaro - Morbelli) fox / Mon village au clair de lune (Larue - Lutece) fox - cantate in francese - G. Conte pf. e ritmi (Durium, A 9841)
- 1951 - Quando fumo (-- Pettenelli) / Lasciate entrare il sole (--) - orch. Consiglio (Durium, A 9870)
- 1951 - Parlandoti d'amore (--) / Se l'amor (--) (Durium, A 9871)
- 1951 - Maria Cantador (--) baiao / Notte (Tosi) blues - orch. M. Consiglio (Durium, A 9872)
- 1951 - Sarà poi vero? (--) / Non esagerare (-- Frazzi) - orch. Consiglio (Durium, A 9873)
- 1951 - Teresa (D'Anzi) / Tu dal cielo (--) (Durium, A 9874)
- 1951 - Bewitched (Rodgers) / A life of her own (--) - Quintetto Galli (Durium, A 9875)
- 1952 - Asì (Grever) beguine lenta - orch. Consiglio [arr. F. Ferrari] / ? (Durium, A 9934)
- 1952 - Maria Cristina (Saquito) guaracha in spagnolo / Notte (Jotti - Tosi) blues - grande orch. dir. da M. Consiglio su arr. di F. Ferrari (Durium, A 9935)
- 1952 - El negro zumbon (Engwick - Giordano - Roman) bajon / T'ho voluto bene (Galdieri - Redi) slow - orch. Bergamini (Durium, A 9942)
- 1952 - Jezebel (Cavaliere - Shanklin) / Stringimi sul cuor (--) - orch. Ferrari (Durium, A 9970)
- 1952 - Con te ho vissuto una vita (Mascheroni - Testoni) beguine / Insieme all'alba (B. Rossi - Gomez) slow - Grande orch. da ballo, arr. F. Ferrari (Durium, A 9972)
- 1953 - The call of the far away hills (David - Testoni - Young) fox dal film "Il cavaliere della valle solitaria" / Lili (--) - orch. Ferrari (Durium A 9992)
- 1953 - Mi cafetal (Barraza) / Jezebel (Shanklin) [con Quartetto Radar] (Durium, A 10040)
- 1953 - L'ame des poetes (Trenet) / Malas nubes (--) - orch. Wilhelm (Durium, A 10043)
- 1953 - Come Giuda (Fucilli - Pierotti) / Merci beaucoup (Garinei - Giovannini - Kramer) [canta Bruno Rosettani] (Durium, 10071)
- 1953 - L'altra (Mascheroni - Biri) / Qualcuno cammina (Rastelli) slow [con Quartetto vocale] - orch. Bergamini (Durium, A 10121)
- 1953 - Acque amare (Rossi - Nisa) beguine / Tamburino del reggimento (Deani) ritmo all. con coro - dal Festival di Sanremo, orch. Bergamini (Durium, A 10122)
- 1953 - Viale d'autunno (D'Anzi) beguine / Buona sera (Evangelisti - Tumminelli - Di Ceglie) beguine - dal Festival di Sanremo, orch. Bergamini (Durium, A 10123)
- 1953 - El bajon (Pablo - Carrasco - Locatelli) / La samba dell'uccellino (Villa - Bracchi) - orch. tipica dir. da F. Bergamini (Durium, A 10133)
- 1953 - I've Been Kissed Before (Russell - Lee) slow blues / Trinidad Lady (--) - orch. Bergamini (Durium, A 10134)
- 1953 - Maria Magdalena (Valverde - Leon) lento / Tire l'aiguille (Lai... lai... lai...) (Marnay..) fox mod. - orch. Bergamini(Durium, A 10137)
- 1953 - Mi cafetal (Fuentes – Salcedo) / Malasierra (Redi) (Durium, A 10138)
- 1953 - Eternamente (Arlecchinata) (Chaplin - Ardo) valzer lento dal film 'Luci della ribalta' / Senza pietà (C. A. Rossi - Bertini) - orch. M. Consiglio (Durium, A 10178)
- 1953 - Il canarino (Rossi - Conte) fox / Duska (Lodge - Spade) - orch. Bergamini (Durium, A 10179)
- 1953 - Un uomo per me (--) / Lo sa il ciel (--) (Durium, A 10187)
- 1953 - Todo te lo di (Tutto sei per me) (Smith) bolero - orch. Bergamini / I'm yours (Lo sa il cielo) (Collins - Nisa) - orch. M. Consiglio (Durium, A 10188)
- 1953 - Con te ho vissuto una vita (Testoni - Mascheroni) beguine - arr. F. Ferrari / Inutile sogno (--) bolero - orch. Bergamini (Durium, A 10189)
- 1953 - Viejo Brazil (Devilli - Deutsh) / Sugar bush (Marais - Nisa) [con Bruno Rosettani e sestetto vocale] - orch. Bergamini (Durium, A 10198)
- 1953 - Piso pisello (Savino) [con Duo Blengio] / La mogliera [cantano Bruno Rosettani e Duo Blengio] - orch. Bergamini (Durium, A 10199)
- 1953 - Ascension (Joselito - Liri) / Op... op... trotta cavallino (Kramer - Frati) entrambe con Duo Blengio e orch. Bergamini / (Durium, A 10200)
- 1953 - Kiss (un bacio ancor) (Devilli – Newman) slow dal film 'Niagara' / The song from Moulin Rouge (Auric - Cavaliere - Larue) - orch. Bergamini (Durium, A 10237)
- 1953 - Moulin Rouge (Auric - Larue - Egvick - Cavaliere) valzer lento dal film omon. / Un bacio ancor (Kiss) (Gillespie - Newman - Devilli) dal film 'Niagara' - orch. Bergamini (Durium, A 10238)
- 1953 - Vorrei piacere a te (Rossi - Testoni) / Conosco un cow boy (Savona - Giacobetti) - orch. Sweet rhythms, dir. F. Ferrari (Durium, A 19272)
- 1953 - L'amore che fa fa' (Murolo - De Curtis) / Ci vedremo a Bahia [I'll sì sì in Bahia] (Testoni - Warren) - entrambe con Bruno Rosettani e orch. Ferrari (Durium, A 10274)
- 1953 - Così va il mondo (Michell) samba [con Bruno Rosettani] / A la buenas de Dios (Capo) mambo - orch. F. Ferrari (Durium, A 10275)
- 1953 - Dolce e ansioso (--) / Canto caribe (--) - ompl. Sweet rhythms dir. F. Ferrari (Durium, A 10276)
- 1953 - Jurnata triste (Di Lazzaro - Vinci) / Te sto aspettanno (Caslar - Manlio) (Durium, A 10278)
- 1953 - Todo te lo di (Tutto sei per me) (R. Smith) cancion bolero - orch. Bergamini / Vaya con Dios [May God whith you] (Russell - James) valzer hawayano con acc.to di chit. - arr. Bergamini (Durium, A 10279)
- 1953 - ...E su il cappello (e giù il cappello) (Rastelli - Mascheroni) [con Bruno Rosettani e Duo Blengio / Non ritorni più [cantano B. Rosettani e Duo Blengio] (Durium, A 10288)
- 1953 - Lilì (Devilli --) / Zin Zin Zin (--) [con Bruno Rosettani e Duo Blengio] (Durium, A 10289)
- 1953 - Seguendo il capo (--) [con Bruno Rosettani] / La voce di monti (--) (Durium, A 10290)
- 1953 - Lilì (Devilli – Deutsch – Kaper) dal film omon. / The call of the far away hills (La voce dei monti) (David - Testoni - Calibi - Young) fox - orch. Ferrari (Durium, A 10292)
- 1953 - Madre Maria (Meneghini - Pagano) / Gitana (--) (Durium, A 10295)
- 1954 - Mambo (--) / Non sparate sul pianista (--) [entrambe con Bruno Rosettani] (Durium, A 10301)
- 1954 - Rose (Viezzoli) slow / Non è mai troppo tardi (Olivieri) slow - entrambe dal Festival di Sanremo con orch. d'archi dir. Bergamini (Durium, A 10310)
- 1954 - Arriva il direttore (Fucilli - Fanciulli) marcia / Aveva un bavero (Ripa) [entrambe con Bruno Rosettani] - entrambe dal Festival di Sanremo; Grande orch. del Festival, arr. F. Ferrari (Durium, A 10311)
- 1954 - Sotto l'ombrello (Casiroli) [con Bruno Rosettani] ritmo all. / Una bambina sei tu [canta Bruno Rosettani] - entrambe dal Festival di Sanremo; Grande orch. del Festival, arr. F. Ferrari (Durium, A 10312)
- 1954 - Gioia di vivere (Bixio) slow / Piripicchio e Piripicchia (Fusco) samba [con Bruno Rosettani] - entrambe dal Festival di Sanremo; Grande orch. del Festival, arr. F. Ferrari (Durium A 10313)
- 1954 - Cirillino Ci [con Bruno Rosettani] (Mascheroni) mazurca / Mogliettina [canta Bruno Rosettani] - entrambe dal Festival di Sanremo; Grande orch. del Festival, arr. F. Ferrari (Durium, A 10311)
- 1954 - Aveva un bavero (Ripa) [con Bruno Rosettani] fox - arr. F. Ferrari / ...E la barca tornò sola [canta Aurelio Fierro] - dal Festival di Sanremo, orch. Bergamini (Durium, A 10319)
- 1954 - Johnny (is the boy for me) (--) in ingl. / ? Orch. Bergamini (Durium, A 10329)
- 1954 - Mon Pays (Rossi - Nisa) / O Mein Papà (Burckhard - Devilli) - orch. Bergamini (Durium, A 10351)
- 1954 - O cangaceiro (Mulher rendeira) (Do Nascimento) / Canto caribe (--) - orch. F. Ferrari (Durium, A 10360)
- 1954 - Notturno (Mangieri) slow / Un diario (Bergamini - Locatelli) slow - dal Festival di Sanremo - con coro e orch. d'archi dir. Bergamini (Durium, 10399)
- 1954 - Quattro gondole (Cherubini) canz. veneziana / Marieta... (monta in gondola) (Concina - Belloni) canz. veneziana [entrambe con Quartetto Langosz] - orch. Bergamini (Durium, A 10409)
- 1954 - È stata un'avventura (--) / Fante di cuori (--) (Durium, A 10410)
- 1954 - Johnny Guitar (Young - Devilli) / Inutilmente (Gordon) - orch. Bergamini (Durium, A 10411)
- 1954 - Tu You Du [You, you, you] (--) / Segreto d'amore (--) - orch. Bergamini (Durium, A 10412)
- 1954 - Johnny Guitar (Young - Lee) dal film omon. / Secret love (Fain - Testoni - Calibi) - orch. Bergamini (Durium, A 10413)
- 1954 - Non dubitar di me (Gianipa - Minguel) beguine - orch. F. Bergamini / Che peccato! [canta Bruno Rosettani] orch. C. Savina (Durium, A 10414)
- 1954 - Pioggia (--) / Mi brucia il cuor (--) (Durium, A 10448)
- 1954 - That's amore (Questo è amore) / The Deadwood Stage (Postiglione va!) (Durium, A 10453)
- 1954 - Saltarello geloso (Belfagor - Nisa - Icini) danza abruzzese [con Quartetto Langosz] / L'ammore è 'nu canario (Belfagor - Nisa - Icini) canz. all. dal film 'Pane, amore e fantasia' [con Trio Joyce] - orch. Bergamini (Durium, A 10482)
- 1955 - Era un omino (piccino piccino) [con Bruno Rosettani e Trio Joyce] - orch. Bergamini / I tre timidi (Valladi) fox [cantano Bruno Rosettani e Duo Blengio] - orch. Intra (Durium, A 10501)
- 1955 - Sentiero (Cherubini - Concina) / Non penserò che a te (Minasi - Poggiali - Taddei) entrambe dal Festival di Sanremo, con orch. d'archi dir. Consiglio (Durium, A 10505)
- 1955 - Zucchero e pepe (Mascheroni - Biri - Capece) / Che fai tu luna in ciel [canta Aurelio Fierro] - dal Festival di Sanremo, dir. Bergamini (Durium, A 10507)
- 1955 - Una fotografia nella cornice (Fecchi - Mannucci) L'ombra (Coli) - dal Festival di Sanremo, orch. Intra (Durium, A 10508)
- 1955 - Era un omino (piccino, piccino) (Paolillo) [con Bruno Rosettani e Trio Joyce] / Zucchero e pepe [cantano Bruno Rosettani e Trio Joyce] - dal Festival di Sanremo, orch. Bergamini (Durium, A 10509)
- 1955 - Good bye, Jane! [Brave man] (Testoni – Calibi – Evans – Livingston) [con Quartetto Langosz] / La luna nel rio (Testoni – Panzeri – Marshall) - orch. Intra (Durium, A 10536)
- 1955 - The deadwood stage (Postiglione va!) (--) / Brave man (Good bye, Jane!) (Evans – Livingston) - orch. Intra (Durium, A 10538)
- 1955 - Sento nel cuore Maggio (--) / Baciatevi stasera (--) (Durium, A 10571)
- 1955 - La storia di un povero cuore (Mascheroni) / Non parlare... baciami (Pinchi - Andreoni) (Durium, A 10572)
- 1955 - La voce del cuore (Spotti - De Giusti) beguine / Sogno (Bergamini - Locatelli) valzer lento - entrambe dal Festival di Venezia - orch. E. Lucchina (Durium, A 10604)
- 1955 - Mambo bacan (Vetro - Giordano) dal film 'La donna del fiume' / Mambo italiano (Merrill - Giordano - Gabba) - arr. P. Calvi (Durium, A 10642)
- 1955 - Maringà (Testoni - De Carvalho) samba dal film 'Fuoco verde' - arr. P. Calvi / I love Paris (amo Parigi) (Porter - Notorius) fox dal film 'Can can' - con acc. d'orch. (Durium, A 10643)
- 1955 - Tre cerini (Capece - Vaccari) valzer / Pane amore... e (Icini) ritmo all. dal film omon. - orch. Bergamini (Durium, A 10644)
- 1955 - Gelsomina (Rota - Galdieri) valzer dal film 'La strada' - orch. Bergamini / Amo Parigi (Porter - Notorius) fox dal film 'Can can' - arr. P. Calvi (Durium, A 10645)
- 1955 - Ombra del porto (--) / Un brivido di vento (Marletta - Liberati) beguine - orch. E. Lucchina (Durium A 10673)
- 1955 - ...E l'america è nata così (Nisa - Schisa) ritmo all. [con Bruno Rosettani] / Non vivo senza amore (Pittari - Cantamessa - Rossi) [canta Bruno Rosettani] ritmo mod. - orch. C. Savina (Durium, A 10694)
- 1956 - L'ultima volta che vidi Parigi [The last time I saw Paris] slow dal film omon. / Parlo alle stelle [I speak to the stars] (Fain - Webster - Pinchi - Calibi) slow dal film 'Un pizzico di follia'- orch. Bergamini (Durium, A 10695)
- 1956 - L'amore è una cosa meravigliosa [Love is a many splendored thing] slow dal film omon. (Devilli - Webster - Fain) / Quanto m'amerai (Nappi) slow - orch. Bergamini (Durium, A 10696)
- 1956 - Un romano a Copacabana (Giacobetti – Savona) beguine / Maria Magdalena (Valverde - Leon - Quiroga) sambra-ritmo lento - orch. Bergamini (Durium, A 10697)
- 1956 - Malaguena (Lecuona) / Oho Aha (Ciao) (Gietz - Felz - Pinchi) fox mod. - orch. Bergamini (Durium, A 10698)
- 1956 - Il cantico del cielo (Rossi - Testa) / Parole e musica (Rastelli - Silvestri) - entrambe dal Festival di Sanremo, orch. Bergamini (Durium, A 10716)
- 1957 - Qualcosa è rimasto (Pinchi - Olari) slow / Ho detto al sole (Morbelli - Ferrara) [canta Aurelio Fierro] - orch. del Festival, dir. Bergamini (Durium, A 10717)
- 1957 - Amami se vuoi (Panzeri - Mascheroni) slow / Nota per nota (Viezzoli - Pallesi) [canta Aurelio Fierro] - orch. del Festival, dir. Bergamini (Durium, A 10719)
- 1957 - Bonjour Paris ( Carco - Kosma) slow / Refrains (Voumard - Gardasz) slow - orch. Bergamini (Durium, A 10805)
- 1957 - La mia fortuna (--) / Se guardo te (--) (Durium, A 10855)
- 1957 - Vogliamoci tanto bene (Rascel) beguine dal film 'La storia di Montecarlo' / Un po' di cielo (Garinei - Giovannini - Kramer) fox dalla rivista ' Carlo non farlo' [con Quartetto Vocale] - orch. Bergamini (Durium, A 10873)
- 1957 - Take back your mink (Se guardo te) (Frank - Loesser) fox in ingl. dal film 'Bulli e pupe' - orch. Savina / Only you (Solo tu) (Ram - Rand) - in ingl., orch. Bergamini (Durium, 10888)
- 1957 - Estasi (Young - Nisa) valzer lento / Ancora ci credo (Campanozzi - Fecchi) slow - dal Festival di Sanremo, orch. Bergamini (Durium, A 10914)
- 1957 - Un sogno di cristallo (Testa - Calvi) slow / Era l'epoca del cuore (Segurini) fox mod. - dal Festival di Sanremo, orch. Bergamini (Durium, A 10915)
- 1957 - You're my everything (Tutto sei tu) (Warren - Young) slow in ingl. dal film 'Incantesimo' / Lisboa antigua (Salina - Portela) fox in portogh. dal film 'Libon' - orch. Bergamini / (Durium, A 10952)
- 1957 - You are my first love (È meraviglioso essere giovani) (Roberts - Powell) / The great pretender (Il cantante folle) (Ram) slow dal film 'Senza tregua il rock and roll' - cantate in ingl, orch. Bergamini (Durium, A 10953)
- 1958 - È meraviglioso essere giovani [You are my first love] (Roberts - Powell - Larici) slow dal film omon. / Tutto sei tu [You're my everything] (Gabba - Calibi - Warren) slow dal film 'Incantesimo' (Durium, A 10988)
- 1958 - Tu vuo' fa' l'americano (Nisa - Carosone) fox / Sta via (Vairo - Valleroni) slow - orch. Bergamini (Durium, A 11047)
- 1958 - Io sono te (Rossi – Testa – Biri – De Giusti) beguine / Timida serenata (Nisa - Redi) [con Quartetto Radar] calypso - orch. Bergamini (Durium, A 11118)
- 1958 - Giuro d'amarti così (Mascheroni - Panzeri) valzer lento / Non potrai dimenticare (Pallesi - Malgoni) valzer lento - dal Festival di Sanremo - orch. Bergamini (Durium, A 11119)
- 1958 - Ho disegnato un cuore (Simoni - Piga) canzone / Non potrai dimenticare (Malgoni - Pallesi) valzer lento - dal Festival di Sanremo, orch. Bergamini (Durium, A 11120)
- 1959 - Ma baciami (Danpa - Godini - Rizza) slow / Conoscerti (D'anzi) slow - dal Festival di Sanremo, orch. Bergamini (Durium, A 11259)
- 1959 - Tu sei qui (Testa - Birga) / Per tutta la vita (Spotti - Testa) - dal Festival di Sanremo, orch. Bergamini (Durium, A 11260)
- ? - Siviglia mia / Lero lero del Brasil (Durium, ?)
- ? - Song of India / Please don't say no - orch. Milena (Durium, ?)
- 1956 - I Love Paris (Porter - Notorius) fox - arr. P. Calvi / Brave Man [Good bye, Jane] (Testoni - Calibi - Evans - Livingston) slow [con Quartetto Langosz] dal film Giarrettiere rosse - orch. Intra (Durium, Ld A 6015)
- 1956 - Gelsomina (Rota – Galdieri) dal film 'La strada' / Maggie (Rota - Galdieri) [canta Bruno Rosettani] dal film 'Il bidone' (Durium, Ld A 6016)
- 1956 - Malasierra (Redi) bolero-beguine - arr. F. Bergamini / El Negro Zumbon (Vatro - Giordano) baiao [con Quartetto Radars] dal film Anna - orch. F. Bergamini (Durium, Ld A 6029)
- 1956 - Love is a many splendored thing (Webster - Fain) / I Speak to the Stars (Webster - Fain) (Durium, Ld A 6030)
- 1956 - Oho Aha (Gietz - Feltz - Pinchi) fox mod. / L'ultima volta che vidi Parigi [the last time I saw Paris] (Kern - Hammerstein - Ardo) - orch. Bergamini (Durium, Ld A 6031)
- 1956 - Amami se vuoi (Panzeri - Mascheroni) slow - Festival Sanremo / Il cantico del cielo (Rossi - Testa) beguine - Festival Sanremo - orch. del Festival, dir. Bergamini (Durium, Ld A 6040)
- 1956 - I Love Paris (Porter - Notorius) fox - in inglese / Mambo Bacan (Vetro - Giodano) mambo dal film "La donna del fiume" - in spagnolo - arr. P. Calvi (Durium, Ld A 6052)
- 1956 - Bonjour Paris (Carco - Kozma) slow / Refrains (Voumard - Gardasz) slow - orch. Bergamini (Durium, Ld A 6056)
- 1957 - Kiss (Gillespie - Newman) / Verde luna (Pinchi – Tuvim - Gomez) (Durium, Ld A 6060)
- 1957 - Johnny Guitar (Lee - Young) / The River of no Return (Newman) (Durium, Ld A 6061)
- 1957 - I want you to be my baby / Burn that candle [strumentale senza canto] - Tullio Mobiglia e i suoi solisti (Durium, Ld A 6064)
- 1957 - Que sera sera (Livingston - Evans) valzer in ingl. dal film 'L'uomo che sapeva troppo' / Only You (Ram - Ande - Rand) ritmo mod. dal film 'Senza tregua il rock and roll' - orch. Bergamini (Durium, Ld A 6066)
- 1957 - L'ultimo raggio 'e luna (Fiore - Vian) / Malinconico autunno (De Crescenzo - Rendine) - V Festival Napoli - orch. Bergamini (Durium, Ld A 6127)
- 1957 - Day-O [Banana Boat] (Belafonte - Burgess - Attaway) calypso - in ingl. / Ea, canastos! (Palasco - Lecorde - Locatelli) in spagnolo - [entrambe con Quartetto Radar] (Durium, Ld A 6142)
- 1957 - Ave Maria no morro (Martins) / Star-O [entrambe con Quartetto Radar] (Belafonte - Burgess - Attaway) (Durium, Ld A 6143)
- 1957 - The great Pretender (Ram) / You're my everything (Warren) (Durium, Ld A 6144)
- 1957 - Ea, canastos! (Palasco - Lecorde - Locatelli) calypso/ La borricana (Lorenzi - Lecorde - Locatelli) [entrambe con Quartetto Radar e ritmi] (Durium, Ld A 6145)
- 1957 - Piccolissima serenata (Ferrio - Amurri) calypso / Tipitipitipso (Gietz - Felz) calypso [entrambe con Quartetto Radar] - orch. Bergamini (Durium, Ld A 6167)
- 1957 - Mama Guitar (Glazer - Calibi) [con Quartetto Radar] dal film 'Un volto nella folla' / O. K. Corral (Tiomkin - Washington) - orch. Bergamini (Durium, Ld A 6176)
- 1958 - Giuro d'amarti così (Mascheroni - Panzeri) valzer lento / Io sono te (Biri - De Giusti - Testa - Rossi) - dall'8º Festival di Sanremo - orch. Bergamini (Durium, Ld A 6212)
- 1958 - Non potrai dimenticare (Pallesi - Malgoni) valzer lento / Timida serenata (Nisa - Redi) calypso - entrambe dall'8º Festival di Sanremo - orch. Bergamini (Durium, Ld A 6213)
- 1958 - Tani (Monreal - Currito) zambra / Galopera (Ocampo - Gardozo) cancion - orch. Bergamini (Durium, Ld A 6229)
- 1958 - Sayonara (Ardo - Berlin) / April love (Fain - Webster) - orch. Bergamini (Durium, Ld A 6230)
- 1958 - Come prima (Panzeri - Taccani - Di Paola) fox - con coro / Bewitched (Rodgers - Hart) slow - in inglese - orch. Bergamini (Durium, Ld A 6231)
- 1958 - Jambo hippopotami (Lecorde - Lorenzi) pigmi ritual song / Invocation to Kabbia (Lecorde - Lorenzi) mau ritual song - entrambe in inglese - orch. Bergamini (Durium, Ld A 6232)
- 1958 - Concerto d'autunno ( Danpa - Bargoni) slow. - orch. Blue Star, dir. Barzizza / Con tutto il cuor [Whit all my heart] (Minucci - Pete - De Angelis) [con Quartetto Radar] - orch. Bergamini (Durium, Ld A 6246)
- 1958 - Pica y ripica (Pinchi - Puncha) baion / Canzone gitana (Locatelli - Bergamini) - cancion - entrambe in spagnolo - orch. Bergamini (Durium, Ld A 6318)
- 1958 - My special angel (Duncan) slow / You are my destiny (Anka) fox - entrambe in inglese - orch. Bergamini (Durium Ld A 6382)
- 1958 - Love letters in the sand (Kenny - Coots) lento / A very precious love (Webster - Sammy - Fain) slow - entrambe in inglese - orch. Bergamini (Durium Ld A 6383)
- 1959 - Arrivederci (Calabrese - Bindi) slow rock / Il tuo sorriso (Testoni - Spotti) slow rock - orch. Bergamini (Durium, Ld A 6461)
- 1959 - Ma baciami (Danpa - Godini - Rizza) slow / Conoscerti (D'anzi) slow - entrambe dal 9º Festival di Sanremo - orch. Bergamini (Durium, Ld A 6477)
- 1959 - Per tutta la vita (Testa - Spotti) fox / Tu sei qui (Testa - Birga) lento - entrambe dal 9º Festival di Sanremo - orch. Bergamini (Durium, Ld A 6478)
- 1959 - Cercando l'amore [Faded orchid] (Abbate - Jesse - Stone) / Kiss me [Kiss me honey honey] (Abbate - Beretta - Julien) cha cha cha mod. - entrambe con Quartetto vocale e orch. T. de Vita (Durium, Ld A 6521)
- 1959 - Non dimenticar (t'ho voluto bene) (Redi - Galdieri) slow / Un po' di cielo (Garinei - Giovannini - Kramer) fox - con quartetto vocale - orch. Bergamini (Durium, Ld A 6522)
- 1959 - Kiss me [Kiss me honey honey] (Abbate - Beretta - Julien) / Passion flower (Mortagh - Garfield) - orch. T. de Vita (Durium, Ld A 6535)
- 1959 - Buondì [Alone] (Nisa - Calibi - Craft) fox / Kiss me kiss me (È per sempre) (Danell - Trovajoli) slow rock - entrambe con quartetto vocale - orch. Jack Lorenzi (Durium, Ld A 6607)
- 1959 - Guarda che luna (Malgoni) / Labbra di fuoco (Coppo - Prandi) - orch. J. Lorenzi (Durium, Ld A 6608)
- 1959 - Concertino (Garinei - Giovannini - Kramer) fox / La strada dell'amore [The Street of love] (Reardon) beguine - entrambe con coro e orch. J. Lorenzi (Durium, Ld A 6625)
- 1959 - Faded orchid (Cercando l'amore) (Jesse - Stone) slow - con quartetto vocale - Tony de Vita e i suoi solisti / La fine (Jacobson - Krondes) slow - orch. J. Lorenzi (Durium, Ld A 6552)
- 1959 - Labbra di fuoco (Coppo - Prandi) / Buondì (Nisa - Calibi - Craft) - orch. J. Lorenzi (Durium, Ld A 6662)
- 1959 - Prendimi con te (Astro Mari - Sarra) bolero rock / Un treno nel blu (Brown - Locatelli) slow rock - entrambe con coro e orch. J. Lorenzi (Durium, Ld A 6690)
- 1959 - Non piango per te (Coppo - Prandi) rumba rock / Mille volte si (Amurri - Ferrio) slow fox - entrambe con coro e orch. J. Lorenzi (Durium, Ld A 6732)
- 1959 - Kilindini docks (Lecorde - Lorenzi) [coon Quartetto Radar] (flexi monofacciale omaggio Cera Grey 10045)
- 1960 - Por dos besos (Pallavicini - Massara) compl. I Red Boys (Il Musichiere N° 80 dell'11 luglio - The Red Record N. 20069, flexi monofacciale) 7.1960
- 1960 - Nessuno al mondo [No arms can ever hold you] (Crafer - Nebb - Gioia - Rastelli) - compl. Mojoli (Il Musichiere N° 92 del 1º ottobre - The Red Record N. 20081 - flexi monofacciale) 10.1960
- 1960 - 'A' come amore (Brighetti - Martino) / È vero (Bindi - Nisa) - dal Festival di Sanremo, orch. J. Lorenzi (Durium, Ld A 6736)
- 1960 - Abbracciami (Marini) slow / Stormy rock (Bergamini - Locatelli) rock - orch. T. de Vita (Durium, Ld A 6786)
- 1960 - Non so ballar (il cha cha cha) (Calise - Calabrese) / Con tre pesetas (Nisa - Suligoj) cha cha cha - orch. T. de Vita (Durium, Ld A 6787)
- 1960 - Serenata a Margellina (Martucci - Mazzocco) / 'Sti mmane (Pugliese - Vian) - dal Festival di Napoli, con Quartetto di Marino Marini (Durium, Ld A 6832)
- 1960 - Musica 'mpruvvisata! / 'O prufessore 'e Carulina (Durium, Ld A 6833)
- 1960 - Estate violenta (Nascimbene - Pazzaglia) slow - orch. Franco Cassano / Più di così (Soffici - Pallesi) rock - con acc.to d'orch. (Durium, Ld A 6885)
- 1960 - La mamma e il treno (Gentile - Calibi - Gordon) valzer / O mein papa (Burckhart - Ardo) slow - orch. Bergamini (Durium, Ld A 6886)
- 1960 - Un paradiso da vendere (Bindi - Casoni) lento [con Vocal Comet] dal Festival di Verona / Implorarti (Coppo- Prandi) slow dal Festival di Pesaro - orch. F. Cassano (Durium, Ld A 6891)
- 1960 - Domenica è sempre domenica/Non so dir (ti voglio bene) (Durium, Ld A 6893)
- 1960 - Cha cha cha per gli innamorati (Filibello - Zavallone) / Poquito no (Coppo - Prandi) cha cha cha - orch. F. Cassano (Durium, Ld A 6929)
- 1960 - Veleno biondo [Ein blondes gift] (Gaze - Schwenn) charleston dal film omon. / Notte d'amore (Misselvia - Williams) slow dal film 'L'appartamento' - orch. F. Cassano (Durium, Ld A 6930)
- 1960 - Pupazzetti (Nisa - Casadei) fox / Vorrei volare (Vancheri) valzer - entrambe dal 2º Zecchino d'Oro - orch. J. Lorenzi (Durium, Ld A 6944)
- 1960 - Il treno della neve [Chattanooga choo choo] (Devilli - Gordon - Warren) swing - con quartetto vocale / Valzer delle candele [Candellight waltz] (Dumont - Larici) con trio vocale - orch. Bergamini (Durium, Ld A 6960)
- 1961 - Non mi dire chi sei (Calabrese - Bindi) slow rock / Mare di Dicembre (Beretta - Libano) slow - entrambe dal Festival di Sanremo - con i pf. di L. Sangiorgi e F. Cassano (Durium, Ld A 6980)
- 1961 - Al di là (Donida - Mogol) / Una goccia di cielo (Durium, Ld A 6981)
- 1961 - Il mare nel cassetto (La Valle - Rolla - Lattuada) slow / Al di là (Donida - Mogol) samba lenta - entrambe dal Festival di Sanremo - orch. F. Cassano (Durium, Ld A 6992)
- 1961 - Che sensazione (Coppo - Prandi) cha cha cha / Ho creduto (Leoncilli) samba lenta - orch. F. Cassano (Durium, Ld A 7005)
- 1961 - Dimmelo in settembre (Deani - Alguerò) rumba rock / La gente ci guarda (Coppo - Prandi) slow mod. - orch. F. Cassano (Durium, Ld A 7032)
- 1961 - Si nun se chiamma ammore (Amendola - Parente - Toniutti) / O suonno tiene vint'anne (Manlio - D'Esposito) entrambe dal "Giugno della canzone napoletana" (Durium, Ld A 7052)
- 1961 - L'altalena / La canzone dei poeti (Durium, Ld A 7079)
- 1961 - Controluce (Pallavicini - Cassano) slow dal concorso "Canzonissima 1961" / Vieni con me (Calabrese - Mescoli) slow mod. - orch. F. Cassano (Durium, Ld A 7081)
- 1961 - Non sciupate l'amore (Kinel - Ristic) slow / Sera d'autunno (Kinel) slow - orch. F. Cassano (Durium, Ld A 7109)
- 1962 - Prima del Paradiso (Pinchi - Vantellini) / Passa il tempo (Bertini - Taccani) - entrambe dal Festival di Sanremo - orch. F. Cassano (Durium, Ld A 7145)
- 1962 - Il piccolo visir - cha cha cha / Glu, glu, glu - cha cha cha (Durium, Ld A 7156)
- 1962 - Ferma questa notte [Retiens la nuit] (De Simone - Aznavour - Garvarentz) slow / Mai più potrò scordare (Mascheroni - Accrocca) slow - orch. F. Cassano (Durium, Ld A 7189)
- 1962 - Ninna nanna ad un angelo (Beatrix - Millan) slow / Regalami il tuo cuore ( Beretta - Casadei) slow - orch. F. Cassano (Durium, Ld A 7245)
- 1962 - Ladri nel cielo (Doria - Ammassari) / La ballata dell'attacchino (Coppo - Prandi) - entrambe dal 3º Festival del Sud, Lecce - orch. G. Intra (Durium, Ld A 7246)
- 1963 - Kalispera / I due colonnelli (Durium, Ld A 7266)
- 1964 - Le canzoni di don Stefano - Mondo che ha fame (Varnavà) / Questa sera (Varnavà) - orch. G. Intra (Durium, Ld A 7369)
- 1964 - Natalino e Flo con i Seven Eight in: Festosi auguri di buon anno - compl. B. Moraschi - Buon anno a tutto il mondo / Brindiamo all'anno nuovo / Viva te viva me / amiamoci, amiamoci / Auld lang syne / Buon anno a tutto il mondo [tutte con Natalino Otto] compl. Moraschi e Seven Eight (Telerecord, SPF 640)
- 1964 - Festosi auguri di Buon Natale - Stille nacht (Notte silente) (Gruber - Otto) / In notte placida (Couperin - Otto) / Tu scendi dalle stelle (De Liguori - Otto) / Siam pastori e pastorelle (Otto) / Adeste fideles (Otto) [tutte con Natalino Otto] compl. Moraschi e Seven Eight (Telerecord, SPF 641)
- 1964 - White Christmas (Berlin) / Notte di Natale (De Santis - Otto) - complesso Moraschi & Seven Eight (Telerecord, TLC SP 642)
- 1964 - Stille nacht (Gruber - Otto) / Tu scendi dalle stelle (De Liguori - Otto) [con Natalino Otto] - con i Seven Eight (Telerecord, SPF 643)
- 1965 - Lonely (Dominguez) / In the silence (Dominguez) - arr. e cond. G. F. Reverberi (Telerecord, CL 501)
- 1966 - Bevi con me (Bardotti - G. F. Reverberi) part. Disco per l'Estate / Una volta sì (Calabrese - G. F. Reverberi - Casini) - orch. G. F. Reverberi (R.T.Club, RT 1526)

## EP
- 1957 - Parlo alle stelle [I speak to the stars] / L'ultima volta che vidi Parigi [Last time I saw Paris / Malaguena / Oho aha (Ciao) - orch. Bergamini (Durium, ep A 3026)
- 1957 - Tullio Mobiglia e il suo complesso e Flo Sandon's - Serie Rock and roll - Rock around the clock / Rock - a beatin' boogie / I want you to be my baby / Burn that candle [strumentale senza canto] - 1, 2 e 3 cantate in ingl.(Durium, ep A 3039)
- 1957 - Domani (Tomorrow) / Vogliamoci tanto bene / Solo tu (Only you) / Que serà serà (Durium, ep A 3042)
- 1957 - Flo Sandon's e Quartetto Radar: Calypsos - Day-O / Calypso melody [esegue Quartetto Radar] / Calypso italiano [esegue Quartetto Radar] / Star-O - tutte cantate in ingl.(Durium, ep A 3062)
- 1958 - Ascoltando Flo Sandon's - Giuro d'amarti così / Tipitipitipso / Domenica è sempre domenica / Io sono te (Durium, Ep A 3086)
- 1958 - Flo Sandon's: successi - Come prima / Concerto d'autunno / My prayer / Le rififi (Durium, ep A 3100)
- 1958 - Parole d'amore sulla sabbia / Prezioso amore / Il mio angelo / Troviamoci domani a Portofino (Durium, ep A 3133)
- 1958 - Flo Sandon's: successi - Tani / Canzone gitana / Galopera / Pica y ripica (Durium, ep A 3153)
- 1959 - Arrivederci / Kiss Me / Passion Flower / Tom Dooley (Durium, ep A 3176)
- 1959 - Guarda che luna / Labbra di fuoco / Buondì / Kiss me kiss me (Durium, ep A 3182)
- 1959 - Concertino / Cercando l'amore (Faded Orchid) / La strada dell'amore / La fine (Durium, ep A 3188)
- 1960 - Sanremo 1960: È vero / 'A' come amore / Colpevole / Invoco te (Durium, ep A 3204)
- 1960 - Flo Sandon's - orch. diretta da Franco Cassano - Un paradiso da vendere / Implorarti / È ritornato il sole / Nuvole rosse (Durium, ep A 3240)
- 1961 - Flo ai suoi giovanissimi fans - orch. e coretto dir. da Jack Lorenzi - Vorrei volare / Nocciolina / John Bum bum / Pupazzetti (Durium, ep A 3252)
- 1961 - Una voce e due pianoforti: canzoni del Festival di Sanremo, Luciano Sangiorgi e Franco Cassano pf. - Non mi dire chi sei / Una goccia di cielo / Al di là / Mare di dicembre (Durium, ep A 3263)
- 1961 - Flo Sandon's e Achille Togliani al Giugno della Canzone napoletana - 'O suonno tiene vint'anne / Si nun se chiamma ammore / Pecché te sto vicino / E aspetto te [3 e 4, canta A. Togliani] (Durium, ep A 3277)

## Album
- 1955 - Parata di successi n°1 (Durium, ms Al 511) O mein papà (Burckhard – Ardo) slow / Mi cafetal (Fuentes – Salcedo) mambo – cantato in spagnolo / Kiss (Un bacio ancor) (Gillespie – Newman) slow – in inglese / El negro zumbon (Vetro – Giordano) baiao in spagnolo / O cangaceiro [Mulher rendeira] (do Norte) baion – arr. F. Ferrari – in portoghese / Mon pays (Rossi – Nisa) valzer musette / Malasierra (Redi) bolero-beguine / Lilì (Devilli – Deutsch – Kaper) valzer in inglese – arr. F. Ferrari
- 1955 - Parata di successi n°2 (Durium, ms Al 512) Un bacio ancor [Kiss] (Gillespie – Newman - Devilli) slow – orch. F. Bergamini / Sugar bush (Nisa – alik – Marais) fox con Bruno Rosettani e sestetto vocale – orch. Bergamini / Viale d'autunno (D'anzi) beguine – orch. Bergamini / Conosco un cow boy (Savona – Giacobetti) valzer del west con Bruno Rosettani – complesso “Sweet Rhythms” – arr. F. Ferrari / Maria Cristina (Saquito) guaracha – orch. M. Consiglio – in spagnolo / Acque amare (Rossi – Nisa) beguine – orch. Bergamini / Palma de Mallorca (Garcia – Rossi) bolero – cantato in spagnolo – arr. F. Ferrari / Inutilmente (Spicher – Gordon) beguine – arr. F. Ferrari
- 1956 - Parata di successi_n°_3 - Musiche da film (Durium, ms Al 521)
- 1956 - 5º Festival della canzone, Sanremo 1955: Flo Sandon's, Bruno Rosettani, Aurelio Fierro (Durium, ms Al 524)
- 1956 - 5º Festival della canzone - Sanremo 1955 (Durium, ms Al 526; con Bruno Rosettani ed Aurelio Fierro)
- 1956 - Parata di successi n°4 (Durium, ms Al 552) Autunno a Roma / Amo Parigi / Souvenir d'Italie / La luna nel rio / Good bye, Jane ! / Mambo bacan / Gelsomina / Sorridi
- 1956 - VI Festival della canzone italiana - Sanremo 1956 - Il cantico del cielo / Amami se vuoi [restanti 8 brani interpretati da altri artisti](Durium, ms A 556)
- 1957 - VII Festival della canzone italiana, Sanremo 1957 - Estasi / ancora ci credo [restanti 8 brani interpretati da altri artisti] (Durium, ms A 572)
- 1958 - Flo Sandon's e Quartetto Radar (Durium, msA 583) Piccolissima serenata / Ave Maria no morro / Sinceri / Tu vuo' fa' l'americano / Tipitipitipso / Day-O / La mamma e il treno / Ea, canastos! (1, 2, 5, 6 e 7 con Quartetto Radar) - orch. F. Bergamini
- 1958 - 8º Festival della canzone italiana San Remo 1958 - (Durium, msA 588) Giuro d'amarti così / Non potrai dimenticare [restanti 8 brani interpretati da altri artisti]
- 1958 - Schermo sonoro - Musiche da film (Durium, ms Al 591; con Quartetto Radar, Vickie Henderson e Marino Marini)
- 1959 - 8 African Ritual Songs [raccolti ed elaborati da Lecorde e Lorenzi] - Kilindini docks / Masaj are lion killers / The nagana / Jambo Hippopotami / Rain pain and sun / Majunga crocodiles / Invocation to Kabbia / Marombo - orchestra Federico Bergamini (Durium, ms Al 604)
- 1959 - 9º Festival della canzone italiana, Sanremo - Conoscerti (D'anzi) Tu sei qui (Testa - Birga) / Per tutta la vita (Testa - Spotti) [restanti 12 brani interpretati da altri artisti] (Durium, msA 77015)
- 1959 - Vacanze in Italia - Raccolta di ballabili cantati, vol. 6 [artisti vari] (Durium, msA 77039)
- 1960 - Canzoni per sorridere - Veleno biondo / Poquito no [restanti brani interpretati da altri artisti] (Durium, ms A 77045)
- 1960 - Sanremo 1960 - A come amore / È vero / Invoco te [restanti brani interpretati da altri artisti] (Durium, MSA 77027)
- 1965 - Panoramica di canzoni con Flo Sandon's - Malasierra / Johnny guitar / Ave Maria no morro / Day-O / I speak to the stars / El negro zumbon / O cangaceiro / viale d'autunno / Guarda che luna / Verde luna / Addormentami così / Serenata a Mergellina / Labbra di fuoco / Arrivederci (Durium, ms A 77091)
- 1979 - Io italiana, io straniera (Start, LP.S 40.074) Sto cantando / No Jazz! / Le tue mani / quando piange il ciel / Fai male / Non dimenticar / I'm singing / Nuages / Like a sad song / Tu me acostumbraste / As time goes by
- 1995 - Gli uomini sono tutti bambini (colonna sonora spettacolo teatrale) (Easy, EP70862) cantano: Flo Sandon's, Wilma Goich, Laura di Mauro, Simona Patitucci

## Discografia estera

### Singoli
- 1952 - El negro zumbon (Engwick - Giordano - Roman) bajon / T'ho voluto bene (Galdieri - Redi) slow - orch. Bergamini (Durium, DU 15002, Francia)
- 1952 - Anna (El negro Zumbon) (Giordano - Vatro) / I loved you (T'ho voluto bene) (Galdieri - Redi) - entrambe dal film 'Anna' (MGM 11457, U.S.A.) [in etichetta, è indicata come esecutrice Silvana Mangano, che nel film 'Anna' venne doppiata da Flo Sandon's]
- 1954 - Canzone da due soldi (Pinchi - Donida) fox / Non è mai troppo tardi (Olivieri) slow - L. Sangiorgi pf. (Durium, 45015, Francia)
- 1954 - Aveva un bavero (Ripa) fox / Maria Cristina (Saquito) guaracha - orch. F. Ferrari (Durium, 45 DU-02, Germania)
- 1956 - Amami se vuoi (Panzeri - Mascheroni) slow / Nota per nota (Viezzoli - Pallesi) lento - orch. Bergamini (Durium, 45 DU-43, Germania)
- 1956 - Buongiorno Katrin [Bonjour Katrin] (Pinchi - Gioia - Gietz) / Non lasciarmi mai [Never let me go] (Vitale - Livingston - Evans) - orch. C. Savina (Durium, 45 DU-55, Germania)
- 1956 - I love Paris / Brave man (Good bye, Jane!) (Jugoton, SD 8002, Jugoslavia)
- 1956 - Love is a many splendored thing (Webster - Fain) / I Speak to the Stars (Webster - Fain) (Jugoton, SF 8004, Jugoslavia)
- 1956 - The deadwood stage / Questo è amore (Jugoton, D 4101, Jugoslavia)
- 1956 - I Love Paris (Porter - Notorius) / Mambo Bacan (Vetro - Giodano) (Jugoton, SD 8008 e D 4104, Jugoslavia)
- 1956 - Mi cafetal / Parole amare (Jugoton, D 4128, Jugoslavia)
- 1956 - Buffalo Bill (Pinchi) / Parole e musica (Fabor) (Jugoton, D 4134, Jugoslavia)
- 1957 - Kilindini docks / Rain, pain and sun (Jugoton, SD 8029, Jugoslavia)
- 1957 - O. K. Corral / Mama guitar (Jugoton, SD 8030, Jugoslavia)
- 1957 - Hula hop rog (Pogliotti - Leoncilli) / Hula hoop song (Maduri - Kohler - Pinchi) - orch. Pezzotta (Jugoton, SD 8033, Jugoslavia)
- 1957 - Tani / Come prima (Jugoton, SD 8039, Jugoslavia)
- 1959 - I want you to be my baby / Rock a beatin' boogie (Jugoton, D 4141, Jugoslavia)
- 1959 - Razzle dazzle / Rock around the clock (Jugoton, D 4148, Jugoslavia)
- 1959 - Rock around the clock / Rock-a-beatin' boogie (Jugoton, SY 8009, Jugoslavia)
- 1959 - La strada dell'amore / Passion flower (Durium, 45 DC 16641, U. K.)
- 1960 - Chattanooga choo choo / The heat is on (Jugoton, D 4156, Jugoslavia)
- 1961 - Al di là / Il mare nel cassetto (Odeon, LA 9004, in Turchia)

### EP
- 1954 - Italia en musica y canciones - Flo Sandon's con accomp. de orquesta - Que serà serà / The tender trap / Domani / Solo tu [Only yu] - orch. Bergamini (Durium, ECGE 75010, Spagna)
- 1954 - La luna nel rio / Vacaciones en Italia / Autunno a roma / Amo Parigi - orch. Bergamini (Durium, ECGE 75025, Spagna)
- 1954 - Baiao faz balancar / The blue pacific blues / Amore senza nome / L'ammore è nu canario (durium ECGE 75030, Spagna)
- 1956 - Flo Sandon's n. 1 - La storia di un povero cuore / Un brivido di vento / Non parlare, baciami, Ombra del porto (Durium, U 20001, U. K.)
- 1956 - Mambos from Italy - Mambo bacan / Mambo n. 8 / Sombreros / Mambo di mezzanotte [n. 2 e 3, esegue orch. T. Mobiglia; n. 4, B. Rosettani e Duo Blengio] (Durium, U 20021, U. K.)
- 1958 - Pjevajmo I Plešimo - Br. 3 (Jugoton, EPD 9024, Jugoslavia) Secret love [restanti 3 brani interpretati da altri artisti]
- 1958 - Pjevajmo I Plešimo - Br. 5 (Jugoton, EPD 9026, Jugoslavia) Star-O [con Quartetto Radar] (restanti 3 brani interpretati da altri artisti)
- 1959 - Sanremo 1959 - Conoscerti / Ma baciami / Tu sei qui / Per tutta la vita (Durium, ECGE 75110, Spagna)
- 1959 - Canzone d'Italia par Flo Sandon's, accompagnée par l'orchestre de Jack Lorenzi - Arrivederci / Concertino / Labbra di fuoco / Canzone gitana (Vogue-Durium, DVEP 95.074, Francia)
- 1960 - Flo Sandon's: 1er grand prix au Festival de la chanson napolitaine 1960 - Sti 'mmane / 'O professure 'e Carulina / Musica 'mpruvvisata / Serenata a Margellina (Vogie-Durium, DVDP 95.090, Francia

### Album
- 1954 - 4th San Remo song Festival - (Durium, DLU 96004, Canada) Canzone da due soldi / Arriva il direttore / Piripicchio e Piripicchia [con B. Rosettani] (restanti 5 brani interpretati da altri artisti]
- 1955 - V Sanremo song Festival - Una fotografia nella cornice / L'ombra (Durium DLU 96006, U. K. e Jugoton LPD 118, Jugoslavia)
- 1956 - A Festival of italian song - San Remo, 1956 - Amami se vuoi / Parole e musica / Il cantico nel cielo / Qualcosa è rimasto [restanti brani interpretati da altri artisti] (Durium, TLU 97001. U. K.)
- 1956 - 6º Festival della canzone italiana - San Remo - Il cantico del cielo / Amami se vuoi [restanti brani interpretati da altri artisti] (Durium, CLP 15023, Spagna)
- 1957 - VII Festival della canzone italiana, Sanremo 1957 - Estasi / ancora ci credo [restanti 8 brani interpretati da altri artisti] (Durium, CLP 15029, Spagna)
- 1958 - Piccolissima serenata (Columbia, E 8181; pubblicato in Argentina)
- 1958 - Flo Sandon's - Revija Filmskih Uspjeha (Jugoton, LP D 117, Jugoslavia) The river of no return / The deadwood stage / Johnny guitar / Questo è amore / Baiao faz balancar / Amore senza nome / The blue pacific blues / L'ammore è nu canario
- 1958 - Flo Sandon's - Revija Filmskih Uspjeha br. 2 (Jugoton, LP D 119, Jugoslavia) Autunno a Roma / Amo Parigi / Souvenir d'Italie / La luna nel rio / Good bye Jane / Mambo bacan / Gelsomina / Sorridi (Smile)
- 1958 - Various - VIII. Festival Zabavnih Pjesama San Remo 1958 - Giuro d'amarti così / Non potrai dimenticare [restanti brani interpretati da altri artisti] (Jugoton, LPD 132, Jugoslavia)
- 1958 - Rhythm Of Southern Italy (Durium, TLD 970 Ld; pubblicato in Gran Bretagna; con Aurelio Fierro, Olga Pizzi, Marino Marini ed Enza Dorian)
- 1958 - Thinking Of You - Various artists - (Durium, TLU 97051, Sudafrica) Piccolissima serenata [con Quartetto Radar] / Domenica è sempre domenica
- 1958 - Vacanze in Italia - Raccolta di ballabili cantati vol. 1 - (Durium, 886 001, Germania) Souvenir d'Italie [restanti13 brani interpretati da altri artisti]
- 1958 - Vacanze in Italia - Raccolta di ballabili cantati vol. 2 - (Durium, 886 002, Germania) Un po' di cielo / Vogliamoci tanto bene [restanti14 brani interpretati da altri artisti]
- 1959 - 9º Festival della Canzone italiana, Sanremo 1959 - (Durium, 886 003, Germania) Conoscerti / Tu sei qui / Per tutta la vita [rimanenti 13 brani eseguiti da altri artisti]
- 1958 - VI. Festival Zabavne Muzike Sanremo 1956 - (Jugoton, LPD 128, Jugoslavia) Il cantico del cielo / Amami se vuoi [restanti 8 brani interpretati da altri artisti]
- 1958 - Holiday in Italy, vol 3 - (Durium, TLU 97009, U. K.) Souvenir d'Italie / Estasi [restanti 14 brani eseguiti da altri artisti]
- 1959 - The twelve greatest hits from the 1959 San Remo Festival - (Epic LN 3572, USA) Conoscerti / Per tutta la vita [restanti 10 brani interpretati da altri artisti]
- 1959 - Popular songs of Italy today - (London International, TZ 91264, U. K.) Arrivederci / Kiss me, kiss me [rimanenti 14 brani eseguiti da altri artisti]
- 1960 - Sanremo 1960 (X Festival Talijanskih Pjesama) (Jugoton, LPD V 170) A come amore / È vero / Invoco te / Colpevole [restanti 14 brani interpretati da altri artisti]
- 1960 - Zvuci Sa Cinemascopa - (Jugoton, LPD 171, Jugoslavia) April love / Sayonara / Bewitched [rimanenti 7 brani eseguiti da altri artisti]
- 1960 - VIII. Festival Napuljskih Pjesama Napulj 1960 - (Jugoton, LPD V 189, Jugoslavia) Sti mmane / Musica 'mpruvvisata / Serenata a Mergellina / 'O prufessore 'e Carulina [rimanenti 12 brani eseguiti da altri artisti]
- 1961 - Italian song hits from San Remo Festival, 1961 - (London Records, TW 91255, U. K.) Al di là [rimanenti 13 brani eseguiti da altri artisti]
- 1961 - Festival di San Remo 1961 - (Industria Nacional del Sonido Venevox C.A. BL 609, Venezuela) Mare di dicembre / Al di là [rimanenti 14 brani eseguiti da altri artisti]
- 1962 - San Remo Festival of italian songs, 1962 - (London International, TW 91278, USA) Passa il tempo / Prima del paradiso [restanti 9 brani interpretati da altri artisti]
- 1963 - San Remo Festival 1963 - Twelve contest winning songs (London International TW 91297, U. K.) - Se passasse di qui / Vorrei fermare il tempo [restanti canzoni interpretate da altri artisti]